# Eulepidotis holoclera
Eulepidotis holoclera là một loài bướm đêm trong họ Erebidae.